# 大沼ビール
大沼ビール（おおぬまびーる）とは、北海道亀田郡七飯町大沼町のブロイハウス大沼が製造・販売している地ビール（ビール）のブランド名である。

## 概要
大沼国定公園の湖畔に立地し、横津山麓の天然水で仕込み、無濾過で販売している。
- ケルシュは淡色麦芽を使用したフルーティーな味わいが特徴である。
- アルトはカラメル麦芽を使用しており美しい赤銅色の甘みと苦みが効いた旨味とコクが特徴である。
- インディア・ペールエール　アルコールが高めで、香り豊かなビール。ホップの苦みとフルーティな香りが特徴で味わいの深いビール。
- スタウト　黒ビール。麦芽の香ばしさが、コーヒーを思わせる感じ。泡までも楽しめるビール。

## 特徴
地元大沼や函館、札幌を中心に飲まれているが、工場にはレストランも併設しており、出来立てビールを味わうことができる。

## 沿革
- 1997年：設立

## 所在地
- 北海道亀田郡七飯町大沼町208番地

## 交通
- JR北海道函館本線（駒ヶ岳回り）大沼公園駅下車徒歩3分
- 函館空港より大沼公園まで車で約45分